# Moneilema annulatum
Moneilema annulatum là một loài bọ cánh cứng trong họ Cerambycidae.